# Маній Манілій
Маній Манілій Непот (лат. Manius Manilius Nepos, II ст. до н. е.) — політичний, державний та військовий діяч Римської республіки, консул 149 року до н. е., визначний правник.

## Життєпис
Походив з роду нобілів Маніліїв. Ймовірно, його батьком був Публій Манілій, якого згадують, як члена сенатської комісії з реорганізації Іллірії 167 року до н. е.
У 156 році до н. е. був претором. У 155 році до н. е. як провінцію отримав Далеку Іспанію. Тут він невдало воював з лузітанами, зазнавши від них поразки. Після цього у 149 році до н. е. його обрано консулом разом з Луцієм Марцієм Цензоріном. Цим консулам доручили ведення чергової війни проти Карфагену. Манілій очолював легіони, що діяли на суходолі. Втім, його дії з облоги Карфагену виявилися невдалими. Він зазнав низки невдач і не зміг впоратися із завданням.
Надалі відійшов від військової діяльності, ставши членом гуртка Сципіона Еміліна та Лелія Сапієнса.

## Правництво
Був одним із засновників цивільного права. Основним напрямком розробок з права було дослідження законів, які стосувалися процесу купівлі-продажу. Маній Манілій зібрав їх усі разом, додавши зразки угоди з купівлі—продажу. Ця праця користувалася значним попитом увесь час Римської республіки.

## Праця
- Leges venalium vendendorum.